# Рихтерсвиль

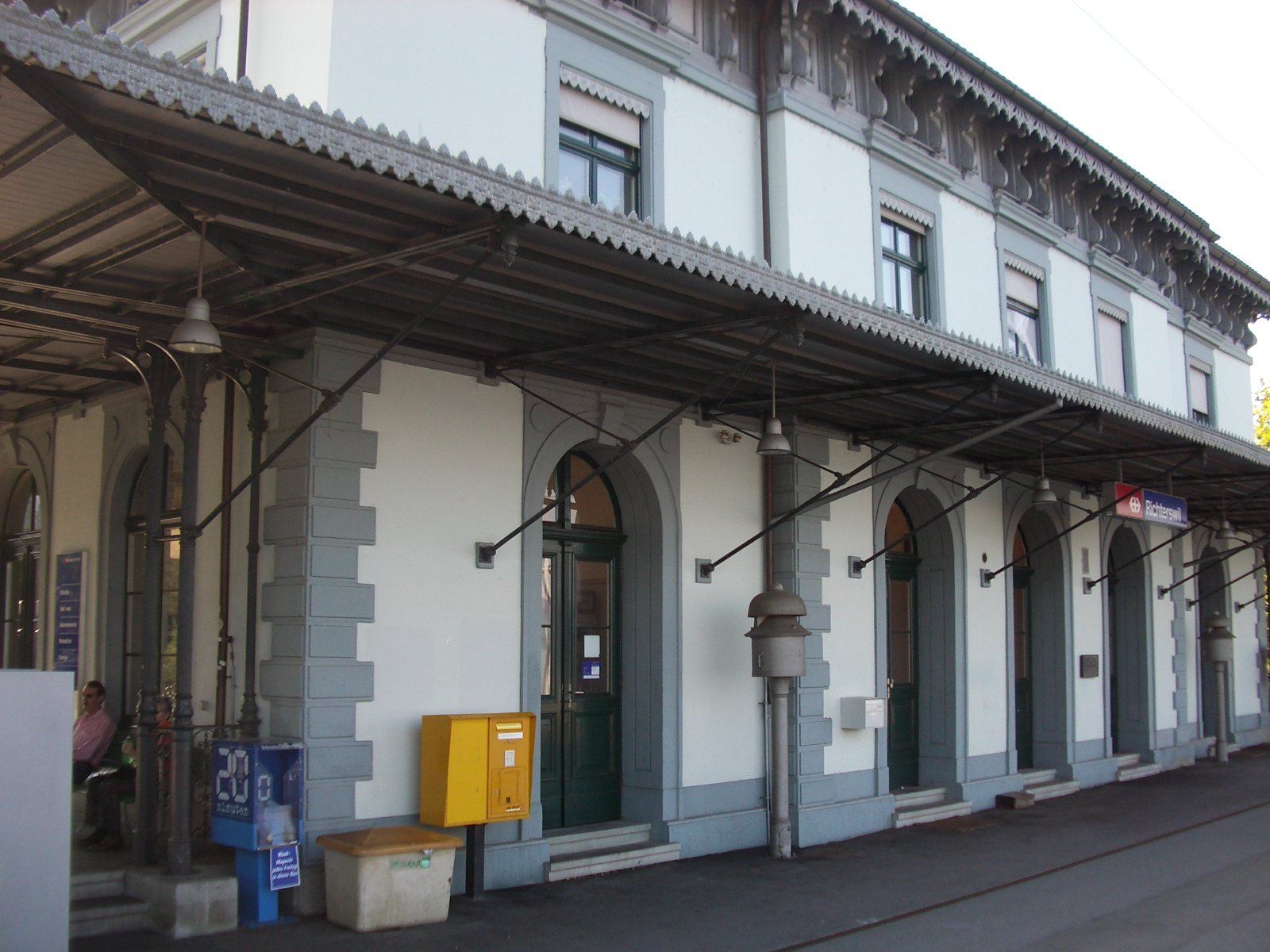
Вокзал

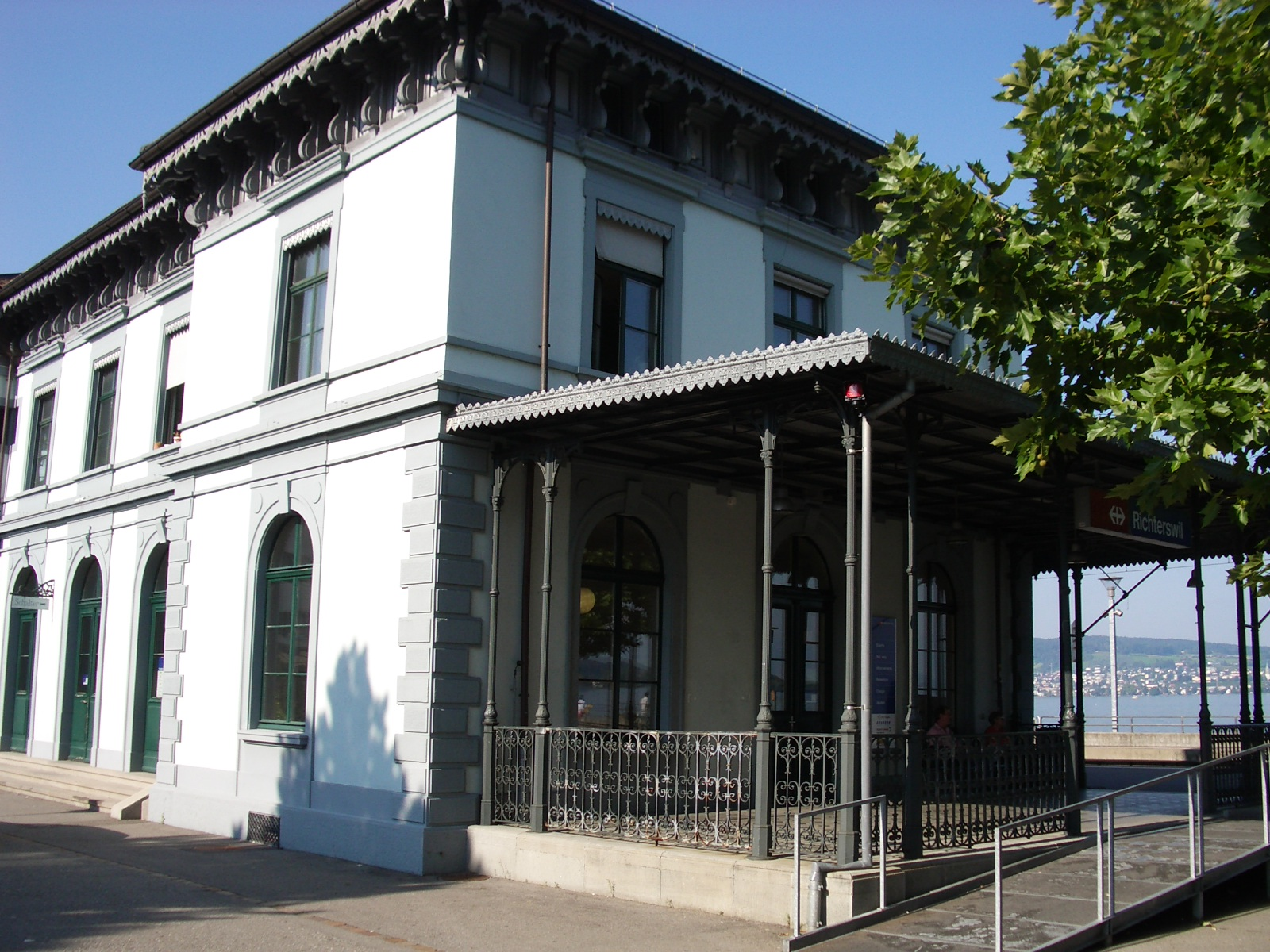
Вокзал

Рихтерсвиль (нем. Richterswil) — город в Швейцарии, в кантоне Цюрих.
Входит в состав округа Хорген. Население составляет 11 799 человек (на 31 декабря 2007 года). Официальный код — 0138.